# Leptopelis bocagii
Leptopelis bocagii là một loài ếch thuộc họ Hyperoliidae.
Loài này có ở Angola, Burundi, Cameroon, Cộng hòa Dân chủ Congo, Ethiopia, Kenya, Namibia, Rwanda, Tanzania, Zambia, Zimbabwe, có thể cả Botswana, có thể cả Cộng hòa Trung Phi, có thể cả Tchad, có thể cả Malawi, có thể cả Mozambique, có thể cả Nigeria, có thể cả Sudan, và có thể cả Uganda.
Môi trường sống tự nhiên của chúng là rừng ẩm vùng đất thấp nhiệt đới hoặc cận nhiệt đới, vùng núi ẩm nhiệt đới hoặc cận nhiệt đới, xavan khô, xavan ẩm, đồng cỏ khô nhiệt đới hoặc cận nhiệt đới vùng đất thấp, đồng cỏ nhiệt đới hoặc cận nhiệt đới vùng ngập nước hoặc lụt theo mùa, đầm nước ngọt có nước theo mùa, vườn nông thôn, và các vùng đô thị.